# Wu Tianming
Wu Tianming (xinès simplificat: 吴天明, pinyin: Wú Tiānmíng; Sanyuan 1939 - Pequín 2014), actor, productor i director de cinema xinès. Membre de la Quarta Generació de directors. Va tenir un protagonisme important com a impulsor de la Cinquena Generació del cinema de la Xina.

## Biografia
Wu Tianming va néixer el 5 de desembre de 1939 a Sanyuan, província de Shaanxi (Xina). El seu pare va formar part d'una xarxa clandestina de guerrilles comunistes durant la guerra, i més tard esdevingué un dels líders del partit a nivell local.
L'any 1958 va començar el seu interès pel cinema quan va descobrir la pel·lícula "Poem of the sea" del director ucraïnès Oleksandr Dovjenko.
El 1960, va ser admès als cursos de formació d'actors a l'estudi de cinema de Xi'an. Durant la Revolució Cultural gràcies a que feia d'actor no va ser enviat al camp per seguir el procés de reeducació com si que van seguir la majoria dels directors de l'època. El 1974,va aconseguir l'admissió al curs de formació de direcció a la Universitat Central d'Educació Artística i de l'Acadèmia de Cinema de Pequín.
Va morir a Pequín el 4 de març de 2014.

### Carrera cinematogràfica

#### Actor
El seu primer paper va ser el jove camperol Tie Niu (铁牛) a la pel·lícula de 1961 de Sang Fu (桑夫), "Red Wave on the Bashan Mountains" (巴山红浪), ambientada a la tardor de 1958, inici del Gran Salt Endavant.
El 1975 va participar en el rodatge de "Hongyu" (红雨) del director. Cui Wei (崔嵬), una de les últimes pel·lícules que va fer abans de morir, quan acabava de ser alliberat dels treballs forçats als quals havia estat sotmès durant tota la Revolució Cultural.
L'any 2012 va interpretar un dels papers principals a la pel·lícula de Zhang Yang (张扬) "Full Circle" (飞越老人院),

#### Director i productor
Després de la Revolució Cultural, entre 1979 i el 1980, Wu Tianming va continuar el seu aprenentatge pràctic com a assistent de Teng Wenji (滕文骥) en dues pel·lícules.
El 1983 va dirigir la seva primera pel·lícula: "The River Without Beacons" (没有航标的河流),(basada en una novel·la de Lu Yao que posteriorment, l'any 1991,guanyaria el Premi Mao Dun de Literatura) i que es va estrenar l'any 1984. El mateix any va dirigir "Life" (人生), en les dues pel·lícules Wu fa una crítica sobre l'actuació del govern maoista durant la Revolució Cultural.
L'any 1984 va ser decisiu per Wu, al ser nomenat director del Xi'an Film Studio, on va seguir fent les seves pròpies pel·lícules, però també on va donar suport a futurs directors com Zhou Xiaowen i va potenciar la producció de pel·lícules d'altres, com Tian Zhuangzhuang, Zhang Ymou, Chen Kaige o Huang Jianxin que formarien part de la nomenada Cinquena Generació de directors xinesos.
Els esdeveniments derivats de les protestes de la plaça de Tian'anmen de 1989 el van obligar a marxar a els Estats Units on hi va romandre durant cinc anys, fins que el 1994 va tornar a la Xina, inicialment a Hong Kong, on va rodar la que s'ha considerat la seva millor pel·lícula 变脸 (The King of Masks). A partir de la història d'un vell artista que busca deixeble, Wu Tianming fa un drama emblemàtic que reflecteix la seva reflexió personal, dolorosa, nascuda del seu exili forçat, però també de tots els seus anys de silenci imposat.
De tornada a la Xina,només va produir obres menors, per al cinema o la televisió. El seu nom està inclòs en el Lexicon des Internationalen Films.
La seva darrera pel·lícula, Song of the Phoenix 百鸟朝凤, es va rodar l'estiu del 2012 i es va acabar el 2013. Va obtenir diversos premis i va ser una de les pel·lícules més destacades del primer Festival de Cinema de la Ruta de la Seda, que es va celebrar a Xi'an del 20 al 24 d'octubre de 2014.

## Filmografia i premis

### Com director o productor
| Any  | Títol anglès              | Títol xinès     | Notes                                                                                               |
| ---- | ------------------------- | --------------- | --------------------------------------------------------------------------------------------------- |
| 1979 | Reverberations of Life    | 生活的颤音      | Co-dirigida amb Teng Wenji                                                                          |
| 1980 | Kith and Kin              | 亲缘            | Co-dirigida amb Teng Wenji                                                                          |
| 1983 | River Without Buoys       | 没有航标的河流  | Premi a la millor pel·lícula del Hawai International Film Festival.                                 |
| 1984 | Life                      | 人生            | Premi a la millor pel·lícula a Hundred Flowers Awards                                               |
| 1985 | The Black Cannon Incident | 黑 炮 事件      | Dirigida per Huang Jianxin                                                                          |
| 1986 | The Horse Thief           | 盗 马贼         | Dirigida per Tian Zhuangzhuang                                                                      |
| 1986 | Old Well                  | 老井 (Lao Jing) | Premi al millor director en el Jinji Jiang de 1986 i al Festival Internacional de Cinema de Tòquio. |
| 1987 | Red Sorghum               | 紅 高梁         | Dirigida per Zhhang Yimou premi a la millor pel·lícula del Jinji Jiang de 1986                      |
| 1996 | The King of Masks         | 变脸            | Premi al millor director en el Jinj Jiang de 1996                                                   |
| 1998 | Black Face                | 黑脸            | Telefilm                                                                                            |
| 1998 | An Unusual Love           | 世界            | |
| 2002 | CEO                       | 非常爱情        | |
| 2007 | Mr. Cinema                | 老 港 正传      | Dirigida per Samson Chiu                                                                            |
| 2013 | Song of the Phoenix       | 百鸟朝凤        | |